# Asparagus dauricus
Asparagus dauricus là một loài thực vật có hoa trong họ Măng tây. Loài này được Fisch. ex Link mô tả khoa học đầu tiên năm 1821.